# Jamboard
Jamboard (/dʒæmbɔː(r)d/) — интерактивная доска от Google, реализуемая BenQ, которая была представлена как часть семьи G Suite в октябре 2016 года. Данная интерактивная доска оснащена сенсорным 55-дюймовым 4К дисплеем. Отличительная характеристика Jamboard — повышенная продуктивность командной работы даже при удаленной работе за счет поддержки различных платформ.

## История
29 сентября 2016 года Google объявляет о ребрендинге приложений для бизнеса, запущенных в 2006 году, в пакет приложений G Suite. В это же время было объявлено о растущем оснащении приложений Google искусственным интеллектом, изменении дизайна Google Hangouts, а также о выпуске Team Drive.
A уже 25 октября 2016 года менеджер G Suite TJ Varghese в официальном блоге Google объявляет о запуске Jamboard, которая является кульминацией всех нововведений Google. В тот же день на YouTube вышло видео, анонсирующее продукт. В этот же день появляется и веб-сайт.
С 1 октября 2024 года приложение Jamboard стало доступным только для просмотра. Теперь нельзя создавать новые или редактировать существующие Jam - файлы на любой платформе, включая: веб-сайт, iPhone, iPad, Android и устройства Jamboard. Приложение нельзя использовать совместно с Google Meet и оно не будет сохранять информацию в облаке. Все Jam - файлы можно импортировать в PDF формате до 31 декабря 2024 года.
С 1 января 2025 года, Google Jamboard официально прекращает своё существование. Компания предлагает 3 аналога: Figma, Lucid и Miro.

## Дизайн
Устройство может быть закреплено на стене или на вертикальной подножке с колесиками. В настоящий момент Jamboard представлена в 3 цветах — красном, синем и черном.

### Устройство
Jamboard имеет 55-дюймовый 4К дисплей, который поддерживает сенсорный ввод и способен определить до 16 одновременных касаний. Устройство также может быть подключено к Wi-Fi, имеет фронтальную камеру, микрофон и встроенные динамики. В наборе с Jamboard идут также специальные стилус и ластик для стирания информации.

### Программное обеспечение
Jamboard имеет операционную систему, которая полностью соотносится с экосистемой G Suite. Для начала работы пользователь должен открыть «jam», который представляет собой полотно для создания и изменения проектов. Любой сервис, совместимый с G Suite, может быть также использован на любом из подключенных устройств.